# Tetrao urogallus lonnbergi
Tetrao urogallus lonnbergi es una subespecie  de la familia Tetraonidae en el orden de los Galliformes. 

## Distribución geográfica
Se encuentra en la Península de Kola.